# Leonid Iovich Gaidai
Leonid Iovich Gaidai (sinh ngày 30 tháng 1 năm 1923 - 19 tháng 11 năm 1993)

## Sự nghiệp
Leonid Gaidai sinh năm 1923 tại thành phố Svobodny, Amur Oblast. Cha ông - Lov Isidorovich Gaidai (1886 - 1965) - là một nhân viên ngành đường sắt ở hạt Poltava. Mẹ - Maria Ivanovna - được sinh ra ở Ryazan. Leonid Gaidai có một em trai (Aleksandr) và một cô em gái nữa. Sau đó gia đình chuyển đến Chita (1923), rồi Angara, thuộc tỉnh Irkutsk, sinh sống ở khu vực nhà ga Glazkovo.
Ông đã kết hôn với nữ diễn viên Nina Grebeshkova.

## Các phim đã sản xuất
- Kế hoạch «Y» và những cuộc phiêu lưu khác của Shurik (Операция «Ы» и другие приключения Шурика, 1966)
- Nữ tù binh Kavkaz, hay những cuộc phiêu lưu mới của Shurik (Кавказская пленница, или Новые приключения Шурика, 1967)
- Cánh tay kim cương - Бриллиантовая рука (1968)
- Mười hai chiếc ghế - Двенадцать стульев (1971)
- Ivan Vasilyevich đổi nghề (Иван Васильевич меняют профессию, 1973)
- Chuyến vi hành từ St.Peterburg - Инкогнито из Петербурга (1977)
- Xổ số thể thao - 82 - Спортлото-82 (1982)
- Thời tiết ở Deribasovskaya thật tuyệt, nhưng trên bãi biển Brighton lại có mưa - На Дерибасовской хорошая погода, или На Брайтон-Бич опять идут дожди (1992)